# Rhacaplacarus machadoi
Rhacaplacarus machadoi är en kvalsterart som först beskrevs av Balogh 1958.  Rhacaplacarus machadoi ingår i släktet Rhacaplacarus och familjen Phthiracaridae. Inga underarter finns listade i Catalogue of Life.